# Municipio de Naughton
El municipio de Naughton (en inglés: Naughton Township) es un municipio ubicado en el condado de Burleigh en el estado estadounidense de Dakota del Norte. En el año 2010 tenía una población de 158 habitantes y una densidad poblacional de 1,7 personas por km².

## Geografía
El municipio de Naughton se encuentra ubicado en las coordenadas 46°56′21″N 100°38′42″O / 46.93917, -100.64500. Según la Oficina del Censo de los Estados Unidos, el municipio tiene una superficie total de 93.19 km², de la cual 93,19 km² corresponden a tierra firme y (0 %) 0 km² es agua.

## Demografía
Según el censo de 2010, había 158 personas residiendo en el municipio de Naughton. La densidad de población era de 1,7 hab./km². De los 158 habitantes, el municipio de Naughton estaba compuesto por el 95,57 % blancos, el 1,27 % eran afroamericanos, el 1,27 % eran de otras razas y el 1,9 % eran de una mezcla de razas. Del total de la población el 0,63 % eran hispanos o latinos de cualquier raza.